# Euphorbia subsalsa
Euphorbia subsalsa är en törelväxtart som beskrevs av William Philip Hiern. Euphorbia subsalsa ingår i släktet törlar, och familjen törelväxter.

## Underarter
Arten delas in i följande underarter:
- E. s. fluvialis
- E. s. subsalsa